# قاسم أختر
قاسم أختر (بالإنجليزية: Qasim Akhtar)‏ هو ممثل بريطاني، ولد في 8 يونيو 1991 في المملكة المتحدة.

## وصلات خارجية
- قاسم أختر على موقع IMDb (الإنجليزية)
- قاسم أختر على موقع ألو سيني (الفرنسية)
- قاسم أختر على موقع أول موفي (الإنجليزية)
- قاسم أختر على موقع قاعدة بيانات الفيلم (الإنجليزية)
- قاسم أختر على موقع كينوبويسك (الروسية)